# Število delcev na milijardo
Število delov na milijardo (kratica ppb iz angleškega izraza parts per billion) je enota za zelo nizke koncentracije. Pove pa nam, kakšen je delež določene snovi v drugi (v milijardinkah). 
(ppb)= (masa snovi 1 [g] /  masa snovi 2 [g]) ·109

## Zgled
500 (ppb) pomeni da se v milijardi delcev snovi (2) nahaja 500 delcev snovi (1).